# 裁量労働制
裁量労働制（さいりょうろうどうせい）とは、日本の労働法制で採用されている労働者が雇用者と結ぶ労働形態の一種。労働時間と成果・業績が必ずしも連動しない職種において適用され、あらかじめ労使間で定めた時間分を労働時間とみなして賃金を払う形態である。
日本の裁量労働制は実施する場合には労使協定を締結する必要があり労働時間規制の適用も排除されない。その点で労使協定が不要で労働時間規制も異なる米国の労働法制における「管理職エグゼンプト」や「運営職エグゼンプト」などの法律上の適用除外制度とは異なる。また、ドイツには信頼労働時間制という制度があるが労働時間法の労働時間の上限や休憩時間に関する規制を緩和する制度ではなく日本の裁量労働制とは法律効果が異なる。

## 制度の概要
裁量労働制は、労働基準法の定めるみなし労働時間制のひとつとして位置づけられている。この制度が適用された場合、労働者は実際の労働時間とは関係なく、労使であらかじめ定めた時間働いたものとみなされる。業務の性質上、業務遂行の手段や方法、時間配分等を大幅に労働者の裁量にゆだねる必要がある業務に適用できる。
適用業務の範囲は厚生労働省が定めた業務に限定されていて、「専門業務型」と「企画業務型」がある。導入に際しては、労使双方の合意（専門業務型では労使協定の締結、企画業務型では労使委員会の決議）と事業場所轄の労働基準監督署長への届け出が必要である。弁護士の市橋耕太によると、通常は会社側に残業代の支払い義務が生じるため残業を抑制する方向に働くが、裁量制はいくら働いても一定額のため、時間管理がおろそかになりがちだという。

## 制度の問題点

### 経団連の提言
日本経済団体連合会は現行の裁量労働制の問題点として、みなし労働時間であって労働時間の適用除外でないこと、対象業務の範囲が狭いこと、導入要件が厳格にすぎることを指摘した上で、現行制度以上に頭脳労働者の柔軟な働き方に柔軟に対応可能な労働時間制度として、ホワイトカラーエグゼンプションの導入を提言している。

### 違法事案
- ゲームソフトメーカーのテクモにおいて、経営陣が経理部の社員を「従業員代表者」として選定し、その人と労使協定を「結ぶ」事によって裁量労働制の導入を実施し、運用していた。制度導入に際し、会社側が都合のいい労働者側代表を選ぶことは労働基準法違反である。その後、他の従業員からこの点を追及され、裁量労働制を廃止している[6]。
- ゲーム開発会社のサイバードに勤務していた元社員の女性に裁量労働制を適用したものの、この女性は実際にはイベントの企画や宣伝などを担当しており、渋谷労働基準監督署が、女性の業務がゲームソフトの研究開発などに該当しないと判断し、裁量労働制の適用範囲外であるとして、同社に2017年8月14日付で是正勧告していたことが判明した[7]。
- 野村不動産では、企画業務型の裁量労働制を、本来は企画の立案や情報分析などの業務に限って可能であるにもかかわらず、実際には営業担当の社員に対しても拡大して導入していたとして、東京労働局が2017年12月26日に同社に是正勧告と事業者の公表を実施。これを受け同社では、2018年4月1日から企画業務型の裁量労働制を廃止した[8]。違法に裁量労働制が適用されていた50代の男性社員が、2016年9月に過労自殺し、長時間労働による過労死が原因として労働災害認定されていた。把握された残業時間は最長で月180時間超あった[9]。
- 厚生労働省は2018年3月22日、独立行政法人労働政策研究・研修機構が調査した、裁量労働制で働く人の労働時間が「1日1時間以下」と記入されていた25事業所を再調査したところ、実際の労働時間が1時間程度だった事業所はなかったと明らかにした。厚労省によると、25事業所のうち、15事業所では元々の調査を実施した2013年当時、労働時間が7時間を下回る人はいなかった。ただ、7事業所では資料が残っておらず、3事業所は既に閉鎖されていた[10]。
- 三菱電機において、兵庫県内の部署で裁量労働制で勤務していた、研究開発部門の40歳代の男性社員が精神障害を発症して自殺し、2017年に労働基準監督署が過労に起因する労働災害と認定。また、2015年と2016年にも、別の部署で裁量労働制の社員2人が脳梗塞などを発症し、同様に労災と認定された。これを受け同社では、約1万人の技術者に対し導入していた裁量労働制を、2018年3月31日に廃止した[11]。
- 芸能事務所のキューブが、男性社員を裁量のない業務に従事させていたにもかかわらず、裁量労働制を適用、月の残業時間が200時間を超えていたが、残業代のほとんどが払われていなかったとして、渋谷労働基準監督署が是正勧告をした[12]。
- 2019年に三田労働基準監督署がスポーツ動画配信サービスのDAZNの運営会社を、裁量労働制に必要な労使協定がないまま元社員を「管理監督者」として長時間労働させたとして是正勧告を行った[13][14]。
- 三菱電機の子会社であるメルコパワーデバイスの兵庫県豊岡市の工場に2016年11月まで勤務していた40歳代の男性社員が、精神疾患を発症して休職し、その後別の部署に復職したが、2017年12月に自殺。この男性には裁量労働制が適用されていたが、通常の労働時間に換算して月に100時間超の時間外労働をしていた模様である。男性の家族は過労による自殺であるとして労災を申請し、労働基準監督署から2019年10月に労災認定を受けた[15]。

### 改善方法
小島彰は『業務範囲明確化』が、裁量労働制において必須だと指摘している。裁量労働制において「各人の自由に割り当てられた仕事をし、早く終わった人から帰宅」となるように、個々の担当分を必ず事前に決めて、早く終わる人ほど給与か時間にメリットがあることが、制度上必要だと述べている。